# 7332 Ponrepo
7332 Ponrepo eller 1986 XJ5 är en asteroid i huvudbältet som upptäcktes den 4 december 1986 av den tjeckiske astronomen Antonín Mrkos vid Kleť-observatoriet i Tjeckien. Den är uppkallad efter den tjeckiska illusionisten Viktor Ponrepo.
Asteroiden har en diameter på ungefär 3 kilometer.